# Горња Ластва
Горња Ластва је насељено мјесто у општини Тиват у Црној Гори. Према попису из 2023. није било становника.
Горња Ластва је мало место у Боки которској медитеранског типа, на брду Врмац који раздваја тиватски и которски залив. Налази се на 300 метара надморске висине и удаљена је 3 километра, локалним асфалтним путем, од јадранске магистрале. Смештена је на осунчаној падини брда Врмац са погледом на тиватски залив и даље, преко полуострва Луштица, на отворено море. Насеље на томе месту постоји од давнина.

## Историја
Од настанка насеља, камене куће су грађене и разграђиване да би се на њиховом месту градиле нове, савременије. Многе куће су временом напуштене и међе урушене, али аутентичност традиционалног начина градње и укупног амбијента није ничим нарушена. Данас најбоље очуване и најмаркантније куће у насељу потичу углавном из XIX века. Из истога је доба и млин за маслине у којем се до данас није ништа променило, а маслине се још увек мељу као некада - млин покреће људска снага.
Жупна црква свете Марије грађена је у XIV веку и у њој су бројне и вредни уметнички предмети: олтар од разнобојног мермера, олтарна пала са сликом Богородичина рођења, за коју се вјерује да је дело венецијанског сликара Андреа Тревисана, романички златни крст, олтарна слика звана Госпа од Ловрата, а још старија је црква светога Вида која је подигнута у IX стољећу и налази се на врху истоименога брда изнад Горње Ластве.
Горња Ластва је у време свога пунога живота, у првој половини XX века, имала око 500 становника и више од 100 стамбених кућа. Била је економски заокружен систем, становништво је гајило стоку и обрађивало земљу тако да је производило хране довољно за своје потребе. У селу је било седам млинова за маслине, једна воденица за жито, 12 гувна, 24 почула (бунара) и 5 каптажа за воду. На околним су падинама били виногради, маслињаци, воћњаци. Горња је Ластва била организована у своју општину до Другог светског рата, имала је школу од 1845. године, жупника, и „Хрватско тамбурашко друштво“. Лазар Томановић спомиње брдо Свете Петке у Боки которској. Изнад Ластве је брдо Грлице, иза кога се види још више брдо Свете Петке, где су развалине, вероватно истоимене цркве.  Ластовљани су били добри занатлије, посебно зидари. Многи су навигавали - пловили на бокељским бродовима.
После Другог светског рата, Горња Ластва, бележи стални пад броја становника. Становништво се сели ближе мору, односно радном месту, најчешће у Доњу Ластву или у Тиват. Већина Ластовљан данас живе углавном у Доњој Ластви и Тивту.

## Демографија
У насељу Горња Ластва живи 6 пунолетних становника, а просечна старост становништва износи 54,7 година (31,5 код мушкараца и 66,3 код жена). У насељу има 4 домаћинства, а просечан број чланова по домаћинству је 1,50.
Становништво у овом насељу веома је хетерогено, а у последња три пописа, примећен је пад у броју становника.
|  |

| Демографија | Демографија | Демографија |
| Година      | Становника  | Становника  |
| ----------- | ----------- | ----------- |
|             |             |             |
|             |             |             |
|             |             |             |
|             |             |             |
| 1948.       | 233         |             |
| 1953.       | 186         |             |
| 1961.       | 153         |             |
| 1971.       | 94          |             |
| 1981.       | 42          |             |
| 1991.       | 13          | 13          |
| 2003.       | 6           | 6           |
|             |             |             |

| Етнички састав према попису из 2003.‍ | Етнички састав према попису из 2003.‍ | Етнички састав према попису из 2003.‍ | Етнички састав према попису из 2003.‍ | Етнички састав према попису из 2003.‍ |
| ------------------------------------ | ------------------------------------ | ------------------------------------ | ------------------------------------ | ------------------------------------ |
|                                      |                                      |                                      |                                      |                                      |
| Хрвати                               | Хрвати                               |                                      | 2                                    | 33,33%                               |
| Црногорци                            | Црногорци                            |                                      | 1                                    | 16,66%                               |
| непознато                            | непознато                            |                                      | 0                                    | 0,0%                                 |

| Година пописа     | 1948. | 1953. | 1961. | 1971. | 1981. | 1991. | 2003. |
| ----------------- | ----- | ----- | ----- | ----- | ----- | ----- | ----- |
| Број домаћинстава | 65    | 56    | 51    | 37    | 17    | 8     | 4     |

| Број чланова      | 1 | 2 | 3 | 4 | 5 | 6 | 7 | 8 | 9 | 10 и више | Просек |
| ----------------- | - | - | - | - | - | - | - | - | - | --------- | ------ |
| Број домаћинстава | 4 | 3 | 0 | 1 | 0 | 0 | 0 | 0 | 0 | 0         | 0      |

| Пол    | Укупно | Неожењен/Неудата | Ожењен/Удата | Удовац/Удовица | Разведен/Разведена | Непознато |
| ------ | ------ | ---------------- | ------------ | -------------- | ------------------ | --------- |
| Мушки  | 2      | 2                | 0            | 0              | 0                  | 0         |
| Женски | 4      | 2                | 0            | 2              | 0                  | 0         |
| УКУПНО | 6      | 4                | 0            | 2              | 0                  | 0         |

| Пол    | Укупно                    | Пољопривреда, лов и шумарство | Рибарство                            | Вађење руде и камена | Прерађивачка индустрија       |
| ------ | ------------------------- | ----------------------------- | ------------------------------------ | -------------------- | ----------------------------- |
| Мушки  | 0                         | 0                             | 0                                    | 0                    | 0                             |
| Женски | 0                         | 0                             | 0                                    | 0                    | 0                             |
| УКУПНО | 0                         | 0                             | 0                                    | 0                    | 0                             |
| Пол    | Производња и снабдевање   | Грађевинарство                | Трговина                             | Хотели и ресторани   | Саобраћај, складиштење и везе |
| Мушки  | 0                         | 0                             | 0                                    | 0                    | 0                             |
| Женски | 0                         | 0                             | 0                                    | 0                    | 0                             |
| УКУПНО | 0                         | 0                             | 0                                    | 0                    | 0                             |
| Пол    | Финансијско посредовање   | Некретнине                    | Државна управа и одбрана             | Образовање           | Здравствени и социјални рад   |
| Мушки  | 0                         | 0                             | 0                                    | 0                    | 0                             |
| Женски | 0                         | 0                             | 0                                    | 0                    | 0                             |
| УКУПНО | 0                         | 0                             | 0                                    | 0                    | 0                             |
| Пол    | Остале услужне активности | Приватна домаћинства          | Екстериторијалне организације и тела | Непознато            | Непознато                     |
| Мушки  | 0                         | 0                             | 0                                    | 0                    | 0                             |
| Женски | 0                         | 0                             | 0                                    | 0                    | 0                             |
| УКУПНО | 0                         | 0                             | 0                                    | 0                    | 0                             |